# Ehrenfried-Oskar Boege
Ehrenfried-Oskar Boege (11 de novembro de 1889 - 31 de dezembro de 1965) foi um oficial alemão que serviu durante a Segunda Guerra Mundial. Foi condecorado com a Cruz de Cavaleiro da Cruz de Ferro.

## Condecorações
| Cruz de Ferro 2ª Classe                          |
| Cruz de Ferro 1ª Classe                          |
| Folhas de Carvalho nº 594 21 de setembro de 1944 |